# Бацяо
Район Баця́о (кит. упр. 灞桥, пиньинь Bàqiáo) — район городского подчинения города субпровинциального значения Сиань провинции Шэньси (КНР). Название района означает «мост Ба» и происходит от моста через реку Бахэ.

## История
В царстве Цинь в 659 году до н. э. в этих местах был создан уезд Чжиян (芷阳县). При империи Хань в 173 году до н. э. в южной части уезда была похоронена мать императора Вэнь-ди, и южная часть была выделена в отдельный уезд Наньлин (南陵县, «южная могила»). В 171 году севернее был насыпан ещё один могильный курган, получивший в честь реки Бахэ название «Балин» (霸陵), поэтому уезд Чжиян был переименован в Балин (霸陵县). В 65 году до н. э. в связи с тем, что у Лю Цзина — отца императора Сюань-ди — был сад «Фэнмин» в восточном пригороде Чанъаня, здесь был создан ещё и уезд Фэнмин (奉明县). В 4 году уезд Фэнмин был присоединён к уезду Чанъань (长安县). Во времена диктатуры Ван Мана уезд Балин был переименован в Шуйчжан (水章县), но Гэнши-ди вернул ему прежнее название.
В эпоху Троецарствия эти места оказались в составе царства Вэй, и в 244 году уезд Балин был переименован в Бачэн (霸城县).
При империи Северная Чжоу в 558 году восточная часть уезда Чанъань была выделена в отдельный уезд Ваньнянь (万年县), к которому в 573 году были присоединены уезды Бачэн и Дучэн (杜城县). После основания империи Суй император Ян-ди в 583 году переименовал уезд Ваньнянь в Дасин (大兴县). После смены империи Суй на империю Тан уезду Дасин в 618 году было возвращено название Ваньнянь. В 624 году к уезду Ваньнянь был присоединён уезд Чжиян. В 748 году уезд Ваньнянь был переименован в Сяньнин (咸宁县), но в 758 году ему было возвращено название Ваньнянь.
В Эпоху пяти династий при империи Поздняя Лян уезд Ваньнянь был в 907 году переименован в Данянь (大年县), но при империи Поздняя Тан в 923 году ему было возвращено название Ваньнянь.
При империи Сун уезд Ваньнянь в 1125 году был переименован в Фаньчуань (樊川县). После завоевания этих мест чжурчжэнями уезд Фаньчуань был в 1181 году в составе империи Цзинь переименован в Сяньнин.
После Синьхайской революции уезд Сяньнин был в 1913 году присоединён к уезду Чанъань.
Во время гражданской войны Сиань в мае 1949 года перешёл в руки коммунистов. В 1949—1954 годах часть земель уезда Чанъань была постепенно передана под юрисдикцию города Сиань. С января 1955 года в результате административно-территориального переустройства деления Сианя на районы изменилось, и вместо двенадцати их стало девять; на территории двенадцати волостей района № 5 города Сиань и шести волостей района № 4 уезда Чанъань был создан район Бацяо. В 1957 году к району Бацяо был присоединён район Чанлэ (长乐区). В 1965 году были ликвидированы районы Бацяо, Яньта, Афан (阿房区) и Вэйян, а вместо них образован Пригородный район (郊区); часть земель бывшего района Бацяо была передана в состав района Синьчэн. В 1980 году район Бацяо был воссоздан.

## Административное деление
Район делится на 9 уличных комитетов.

## Экономика
В Бацяо базируется 4-е НПО или Китайская академия технологий твердотопливных космических двигателей (подразделение China Aerospace Science and Technology Corporation).